# Glukuronat-1-fosfat uridililtransferaza
Glukuronat-1-fosfat uridililtransferaza (EC 2.7.7.44, UDP-glukuronatna pirofosforilaza, UDP-D-glukuronska kiselina pirofosforilaza, UDP-glukuronska kiselina pirofosforilaza, uridin difosfoglukuronska pirofosforilaza) je enzim sa sistematskim imenom UTP:1-fosfo-alfa--glukuronat uridililtransferaza. Ovaj enzim katalizuje sledeću hemijsku reakciju
UTP + 1-fosfo-alfa--glukuronat {\displaystyle \rightleftharpoons } difosfat + UDP-glukuronat
Ovaj enzim takođe sporo deluje na CTP.

## Literatura
- Nicholas C. Price; Lewis Stevens (1999). Fundamentals of Enzymology: The Cell and Molecular Biology of Catalytic Proteins (Third изд.). USA: Oxford University Press. ISBN 019850229X.
- Eric J. Toone (2006). Advances in Enzymology and Related Areas of Molecular Biology, Protein Evolution (Volume 75 изд.). Wiley-Interscience. ISBN 0471205036.
- Branden C; Tooze J. Introduction to Protein Structure. New York, NY: Garland Publishing. ISBN 0-8153-2305-0.
- Irwin H. Segel. Enzyme Kinetics: Behavior and Analysis of Rapid Equilibrium and Steady-State Enzyme Systems (Book 44 изд.). Wiley Classics Library. ISBN 0471303097.

## Spoljašnje veze
- Glucuronate-1-phosphate+uridylyltransferase на 